# Sphecodes haladai
Sphecodes haladai är en biart som beskrevs av Warncke 1992. Sphecodes haladai ingår i släktet blodbin, och familjen vägbin. Inga underarter finns listade i Catalogue of Life.